# La pasión según Berenice
La pasión según Berenice és una pel·lícula mexicana del director mexicà Jaime Humberto Hermosillo estrenada en 1976. Va obtenir el Premi Ariel a la millor pel·lícula en 1977.

## Sinopsi
Berenice (Martha Navarro), qui viu en una casa a la província acompanyant a la seva padrina Donya Josefina (Emma Roldán) coneix a Rodrigo (Pedro Armendáriz Jr.) i amb el que la seva vida sofrirà una transformació radical.

## Repartiment
- Martha Navarro: Berenice Bejarano
- Pedro Armendáriz Jr.: Rodrigo Robles
- Blanca Torres: Merceditas
- Emma Roldán: Josefina
- Magnolia Rivas: Cuquita Andrade
- Manuel Ojeda: José

## Premis
Als Premis Ariel va rebre quatre nominacions, però només un premi.
| XIX edició dels Premis Ariel | La pasión según Berenice  | millor pel·lícula | Guanyador |
| XIX edició dels Premis Ariel | Jaime Humberto Hermosillo | Millor direcció   | Guanyador |
| XIX edició dels Premis Ariel | Martha Navarro            | Millor actriu     | Guanyador |
| XIX edició dels Premis Ariel | Jaime Humberto Hermosillo | Millor guió       | Nominat   |

Aquest film ocupa el lloc número 31 dins de la llista de les 100 millors pel·lícules del cinema mexicà, segons l'opinió de vint-i-cinc crítics i especialistes del cinema mexicà, publicada per la revista Somos al juliol de 1994.